# Asociación Deportiva Ciudad de Plasencia Club de Fútbol
Asociación Deportiva Ciudad de Plasencia es un club español de la ciudad Plasencia, Cáceres en Extremadura, fue fundado en el 1998 por Enrique Mancho. Su estadio actual es el Estadio Francisco Gil Valle de la Ciudad Deportiva de Plasencia tras jugar anteriormente en La Vinosilla. Actualmente milita en la Primera División Extremeña.

## Trayectoria
| Temporada | División    | Puesto | Copa del Rey |
| --------- | ----------- | ------ | ------------ |
| 1998-99   | 2ª Regional | 1º     |              |
| 1999-00   | 1ª Regional | 5º     |              |
| 2000-01   | 1ª Regional | 4º     |              |
| 2001-02   | 1ª Regional | 2º     |              |
| 2002-03   | 3ª División | 15º    |              |
| 2003-04   | 3ª División | 20º    |              |
| 2004-05   | 1ª Regional | 7º     |              |
| 2005-06   | 1ª Regional | 4º     |              |
| 2006-07   | 1ª Regional | 5º     |              |
| 2007-08   | 1ª Regional | 1º     |              |
| 2008-09   | 3ª División | 17º    |              |
| 2009-10   | 3ª División | 7º     |              |
| 2010-11   | 3ª División | 11º    |              |
| 2011-12   | 3ª División | 11º    |              |
| 2012-13   | 3ª División | 7º     |              |
| 2013-14   | 3ª División | 21º    |              |
| 2014-15   | 1ª Regional | 7º     |              |
| 2015-16   | 1ª Regional | 4º     |              |
| 2016-17   | 1ª Regional | 4º     |              |
| 2017-18   | 1ª Regional | 9º     |              |
| 2018-19   | 1ª Regional | 16º    |              |
| 2019-20   | 2ª Regional | 5º     |              |
| 2020-21   | 1ª Regional | 7º     |              |
| 2021-22   | 1ª Regional | 9º     |              |
| 2022-23   | 1ª Regional | 9º     |              |
| 2023-24   | 1ª Regional | 5º     |              |
| 2024-25   | 1ª Regional | 1º     |              |
| 2025-26   | 1ª Regional |        |              |

## Equipación
|  | 2012-13 | 2022-23 |

## Palmarés

### Torneos regionales
| Competición regional             | Títulos          | Subcampeonatos |
| -------------------------------- | ---------------- | -------------- |
| Primera División Extremeña (2/1) | 2007-08, 2024-25 | 2001-02        |
| Segunda División Extremeña (1/0) | 1998-99          |                |